# Пьетракателла, Джузеппе
Джузеппе Чева-Гримальди-Пизанелли, герцог делле Пеше, маркиз ди Пьетракателла (итал. Giuseppe Ceva Grimaldi Pisanelli, marchese di Pietracatella, duca delle Pesche; 8 сентября 1777, Неаполь — 21 мая 1862, Неаполь) — премьер-министр Королевства обеих Сицилий в 1840—1848 годах, проводивший консервативную политику. Союзник России и Андреевский кавалер (1846).

## Биография
Родился в 1777 году в Неаполе, выходец из аристократической династии Чева-Гримальди. Сын Франческо-Марии Чева-Гримальди-Пизанелли и его супруги Марии, урождённой Спинелли де Кариати. Получил образование в «Дворянском институте» в Неаполе, где изучал гуманитарные науки. В дальнейшем на протяжении ряда лет работал по ведомству народного просвещения.
С 1815 года, после свержения режима Иоахима Мюрата и начала эпохи белого террора, последовательно занимал должности губернатора провинций Абруццо (1815—17) и Базиликаты (1817). В конце того же 1817 года из Базиликаты был переведён губернатором в Апулию, где в то время происходила кровопролитная борьба между тайными обществами республиканской и ультрамонархической направленности — карбонариями и кальдерариями. Третью сторону конфликта представляли хорошо вооружённые банды разбойников. Пьетракателла явно покровительствовал действиям кальдерариев, чьи ценности и взгляды разделял. Разрастание конфликта потребовало крупномасштабного вмешательства правительственных войск под командованием британского «кондотьера» Ричарда Чёрча (который в своих мемуарах позднее критиковал Пьетрокателлу за его нежелание действовать против кальдерариев).
Стойкие консервативные убеждения Пьетракателлы, которые он сохранял при любом режиме (включавшие в себя поддержку использования информаторов и провокаторов для поддержания общественного порядка, возражения против вмешательства государства в дела образования, находившегося в основном в руках у церкви, даже против стандартизации системы мер и весов в пределах королевства) породили у неаполитанцев пословицу, что «маркиз служит Тирании а не тирану». Тем не менее, его идеи нравились королю Фердинанду II, который в 1840 году назначил Пьетракателлу премьер-министром. Данную должность маркиз сохранял восемь лет.
В 1848 году, на фоне революционных событий в Европе, король был вынужден утвердить Конституцию, после чего Пьетракателла покинул свой пост и в дальнейшем уже никогда не занимался политикой. Впрочем, он оставил за собой пост президента Неаполитанской академии наук. Характерно, что когда консерваторы обратились к Пьетракателле с просьбой подписать воззвание к королю об отзыве только что принятой Конституции, маркиз отказался, сочтя, что недостойно просить Монарха взять своё слово назад.
Помимо прочего, Пьетракателла был известен как поэт, а также некоторое время (ближе к началу карьеры) занимал пост первого генерального суперинтенданта Королевских архивов. Помимо председательства в Неаполитанской академии, он был почётным членом Туринской академии наук и российской Императорской академии наук.
Скончался в 1862 году в Неаполе.

## Некоторые награды
- Кавалер ордена Святого Януария (Королевство обеих Сицилий)
- Кавалер большого креста ордена Святого Фердинанда и заслуг (Королевство обеих Сицилий)
- Кавалер большого креста ордена Франциска I (Королевство обеих Сицилий)
- Кавалер большого креста ордена Почётного легиона ( Королевство Франция)
- Кавалер орден Святого апостола Андрея Первозванного ( Российская империя)
- Кавалер ордена Святого Александра Невского ( Российская империя)
- Кавалер большого креста ордена Южного Креста (Бразильская империя)